# Maha Gouda
Maha Abdelsalam Gouda (née le 8 juin 1998) est une plongeuse égyptienne. Elle a participé aux Championnats du monde de natation en 2015.
Elle remporte la médaille d'or en haut-vol de 10 mètres, la médaille d'or en tremplin synchronisé à 3 mètres avec Maha Amer et la médaille d'or en en tremplin synchronisé mixte à 3 mètres avec Ammar Hassan lors des Championnats d'Afrique de plongeon 2019 à Durban.